# Liste der Nummer-eins-Hits in den Cash Box Charts (1964)
Diese Liste enthält alle Nummer-eins-Hits in den amerikanischen Cash Box Charts im Jahr 1964. Es gab in diesem Jahr 28 Nummer-eins-Singles.
| Singles |
| --- |
| - The Singing Nun (Sœur Sourire) – Dominique - 5 Wochen (30. November 1963 – 3. Januar 1964) - Bobby Vinton – There, I've Said It Again - 1 Woche (4. Januar – 10. Januar) - The Kingsmen – Louie, Louie - 2 Wochen (11. Januar – 24. Januar) - The Beatles – I Want to Hold Your Hand - 8 Wochen (25. Januar – 20. März) - The Beatles – She Loves You - 2 Wochen (26. März – 3. April) - The Beatles – Twist and Shout - 1 Woche (4. April – 10. April) - The Beatles – Can’t Buy Me Love - 5 Wochen (11. April – 15. Mai) - Louis Armstrong & The All Stars – Hello, Dolly! - 1 Woche (16. Mai – 22. Mai) - The Beatles – Love Me Do - 1 Woche (23. Mai – 29. Mai) - Mary Wells – My Guy - 1 Woche (30. Mai – 5. Juni) - The Dixie Cups – Chapel Of Love - 3 Wochen (6. Juni – 26. Juni) - David & Jonathan – A World Without Love - 1 Woche (27. Juni – 3. Juli) - The Beach Boys – I Get Around - 1 Woche (4. Juli – 10. Juli) - The Four Seasons – Rag Doll - 2 Wochen (11. Juli – 24. Juli) - The Beatles – A Hard Day's Night - 3 Wochen (25. Juli – 14. August) - Dean Martin – Everybody Loves Somebody Sometimes - 1 Woche (15. August – 21. August) - The Supremes – Where Did Our Love Go? - 2 Wochen (22. August – 4. September) - The Animals – The House of the Rising Sun - 2 Wochen (5. September – 25. September) - Roy Orbison & The Candy Men – Oh, Pretty Woman - 2 Wochen (26. September – 16. Oktober) - Manfred Mann – Do Wah Diddy Diddy - 2 Wochen (17. Oktober – 30. Oktober) - Gale Garnett – Well Sing in the Sunshine - 1 Woche (31. Oktober – 6. November) - J. Frank Wilson & The Cavaliers – Last Kiss - 1 Woche (7. November – 13. November) - The Supremes – Baby Love - 2 Wochen (14. November – 27. November) - The Shangri-Las – Leader of the Pack - 1 Woche (28. November – 4. Dezember) - The Zombies – She's Not There - 1 Woche (5. Dezember – 11. Dezember) - Lorne Greene – Ringo - 1 Woche (12. Dezember – 18. Dezember) - The Beatles – I Feel Fine - 1 Woche (19. Dezember – 25. Dezember, insgesamt 4 Wochen; → 1965) - The Supremes – Come See About Me - 1 Woche (26. Dezember 1964 – 1. Januar 1965) |